# Holland's Next Top Model, seizoen 3
Holland's Next Top Model (Holland's Next Top Model seizoen 3) is de Nederlandse versie van de hitserie America's Next Top Model. In 2006 kwam er een Nederlandse versie. Sanne Nijhof werd de eerste winnaar van de serie, gevolgd door Kim Feenstra, die het tweede seizoen won.
Door het succes van de eerste twee seizoenen kwam er ook een derde seizoen. Het derde seizoen begon op 15 oktober 2007 met een kick-off, waarin werd teruggeblikt op de vorige seizoenen en waarin Daphne Deckers, Kim Feenstra en Sylvia Geersen hun verhaal deden. Er zat een andere jury: Yfke Sturm en Carli Hermès waren namelijk vervangen door Daphne Deckers en Philip Riches. Ruud van der Pijl (style-coach) is vervangen door Bastiaan van Schaik.

## Na HNTM
- Cecile stond na afloop van de show een tijdje onder contract bij MTA Models. Tegenwoordig is Cecile nog steeds actief als model. Ze staat onder contract bij Union Models, Promod Model Agency, Touché Model Management, Fashion Model Management Milaan, Ford Models, Elite Model Management Milaan, Group Model Management, Wilhelmina Models New York, Wilhelmina Models Miami en IMM Bruxelles.
- Kassandra stond na afloop van de show onder contract bij MTA Models. Sinds januari 2010 is Kassandra geen officieel model meer. Ze verliet haar bureau om zich meer te focussen op haar presentatiecarrière.
- Carmen stond na afloop van de show onder contract bij MTA Models, maar is tegenwoordig niet actief meer als model.
- Sophie stond na afloop van de show een tijdje onder contract bij MTA Models. Tegenwoordig is Sophie nog steeds actief als model en staat onder contract bij Touché Model Management.
- Lily stond na de show onder contract bij Xistanz Model Agency en Ma Tresors Qualité Model Management. Tegenwoordig is Lily nog steeds actief als model en staat onder contract bij BM Models.
- Anne stond na afloop van de show onder contract bij SW Models, maar is tegenwoordig niet actief meer als model.
- Monique stond na afloop van de show onder contract bij MTA Models, maar is tegenwoordig niet actief meer als model.
- Anna heeft na afloop van de show geen modellenwerk meer gedaan.
- Nana heeft na afloop van de show geen modellenwerk meer gedaan.
- Shardene heeft na afloop van de show geen modellenwerk meer gedaan.
- Cecilia heeft na afloop van de show geen modellenwerk meer gedaan.
- Iris stond na afloop van de show onder contract bij Ulla Models, maar is tegenwoordig niet actief meer als model.

## Puntenverdeling Finale
| Model     | Anneriet van Schaijk | Philip Riches | Rosalie van Breemen | Karin Swerink | Mariana Verkerk | Publiek | Totaal |
| --------- | -------------------- | ------------- | ------------------- | ------------- | --------------- | ------- | ------ |
| Carmen    | -                    | -             | -                   | -             | -               | 3       | 3      |
| Cecile    | 10                   | 10            | -                   |               | 10              | 35      | 65     |
| Kassandra | -                    | -             | 10                  | 10            | -               | 12      | 32     |

## Jury
- Daphne Deckers
- Philip Riches
- Karin Swerink
- Rosalie van Breemen
- Mariana Verkerk

## Coaches
- Bastiaan van Schaik (styling)
- Hildo Groen (beautyexpert)

## Trivia
- Deelneemster Anna Jonckers deed eerder mee aan het televisieprogramma Dames in de Dop en later aan Echte meisjes in de jungle.
- Deelneemster Shardene van den Boorn deed eerder mee aan het televisieprogramma Idols 4, ze kwam niet verder dan de auditie.
- Realityster Maria Tailor deed auditie voor het programma en viel af in de laatste selectieronde.